# Star Trek: Legacy
A Star Trek: Legacy 2006 végén megjelent, 3 év után az első Star Trek-témájú játék volt PC-s körökben.
A taktikai/szimuláció-nak hirdetett játék végül inkább  árkádosabb irányba tolódott el.
A történet egy vulkáni nő köré fonódik, aki rájött, miként lehetne belőle borg királynő. A játékos feladata ennek megakadályozása. Idővonala végighalad az Enterprise, a TOS, a TNG, a DS9 és a Voyager korszakán, minek köszönhetően az adott kor hajóit kipróbálhatjuk.
A megvalósítást sok kritika érte, miszerint túl egyszerű/egysíkú lett. A grafika a kor színvonalához igazodva kihasználja a DX9-es VGA-k képességeit.